# Muilla
Muilla S.Watson ex Benth. – rodzaj roślin z rodziny szparagowatych, obejmujący trzy gatunki, występujące w północno-zachodnim Meksyku oraz w Kalifornii i Nevadzie w Stanach Zjednoczonych w Ameryce Północnej.
Nazwa naukowa rodzaju jest palindromem nazwy naukowej rodzaju czosnek (Allium). 

## Morfologia

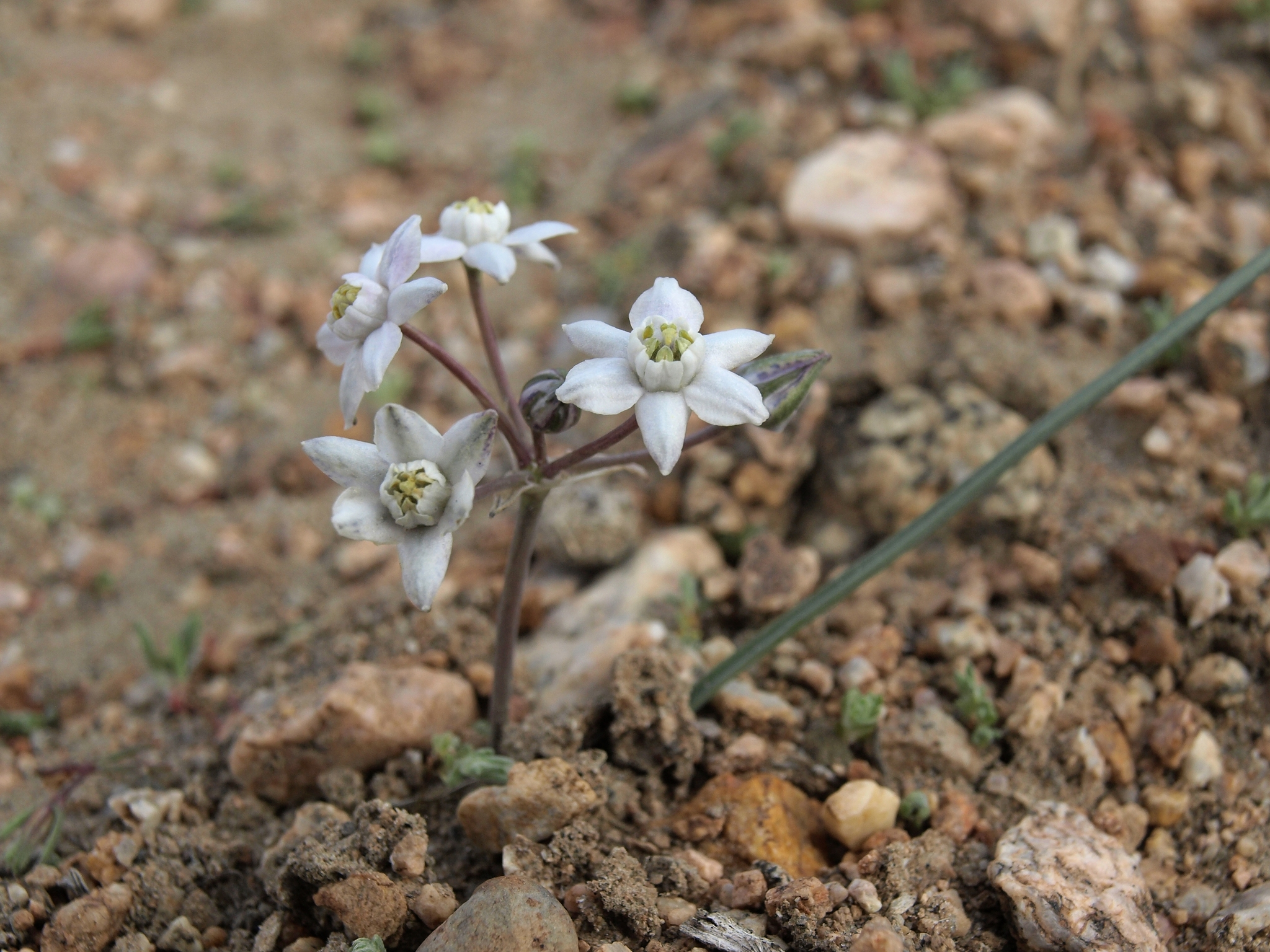
Muilla coronata

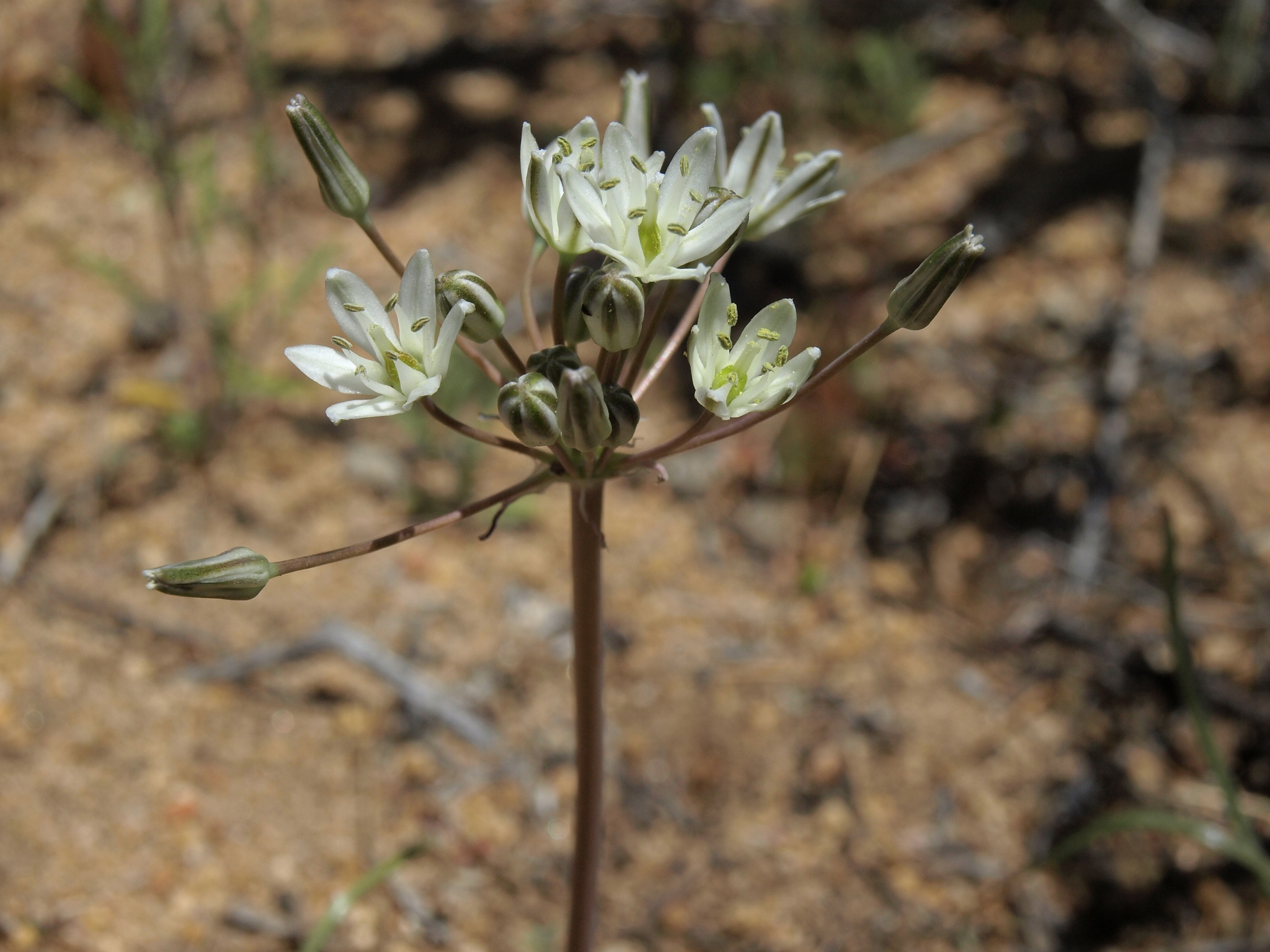
Muilla transmontana

PokrójWieloletnie rośliny zielne.
PędPodziemna bulwocebula, pokryta włóknistą okrywą.
LiścieOd jednego do dziesięciu liści odziomkowych, równowąskich, wydłużonych, płaskich do nieco obłych na przekroju, tworzących włóknistą pochwę u nasady.
KwiatyZebrane w baldachowaty kwiatostan, który wyrasta na okrągłym głąbiku. Niekiedy rośliny tworzą dwa kwiatostany. Kwiatostan wsparty jest kilkoma błonkowatymi, białymi lub zielonkawobiałymi podsadkami. Okwiat mniej więcej kółkowy, sześciolistkowy. Listki okwiatu rozpostarte, jedynie u nasady krótko zrośnięte, zielonkawobiałe z brązowawą żyłką główną (M. maritima), niebieskawe lub białawe z zieloną żyłką główną (M. coronata) lub białe, niekiedy zabarwione liliowo (M. transmontana). Sześć pręcików nadległych listkom okwiatu, osadzonych u ich nasady, o nitkach nitkowatych lub szydłowatych (M. maritima), albo wyraźnie rozszerzonych, niekiedy zachodzących na siebie lub zrośniętych (M. coronata i M. transmontana). Pylniki obrotne, skierowane do wewnątrz, zielone, niebieskie lub fioletowe (M. maritima), albo żółte (M. coronata i M. transmontana). Zalążnia górna, siedząca, zbudowana z trzech owocolistków, trójkomorowa, z kilkoma zalążkami w każdej komorze. Szyjka słupka trwała, maczugowata, zakończona drobnym, trójklapowanym znamieniem.
OwocePękające, nieco klapowane, kuliste torebki, zawierające czarne, kanciaste nasiona o skorupiastej łupinie.

## Systematyka
Pozycja systematycznaRodzaj z podrodziny Brodiaeoideae z rodziny szparagowatych Asparagaceae.
Ujęcie historyczneW systemie Takhtajana z 1997 r. zaliczany do plemienia Brodieae w podrodzinie czosnkowych w rodzinie czosnkowatych (Alliaceeae). W systemie Kubitzkiego zaliczony do rodziny Themidaceae.
Wykaz gatunków
- Muilla coronata Greene
- Muilla maritima (Torr.) S.Watson ex Benth.
- Muilla transmontana Greene